# 若尾裕之
若尾 裕之（わかお ひろゆき、1961年 - ）は、日本の実業家、経営コンサルタント。株式会社未来総合研究所代表取締役社長。

## 人物・経歴
1961年生まれ、岐阜県出身。1984年、立教大学経済学部経営学科（現・経営学部）卒業。
1984年、東光株式会社に入社し、法人営業を担当。1990年、日産自動車株式会社に入社。日産宣伝部時代には、元・大リーガーのイチローを初めてテレビCMに起用した「イチロ・ニッサンキャンペーン」などヒットCMを担当した。
2000年、株式会社オークネットに入社し、経営企画、研修等を担当。
2007年、アイコンサルティング代表、2008年、株式会社未来総合研究所代表取締役社長に就任。2009年、NPO法人商環境再生推進機構に参画し顧問を務める。
現在、コンサルタントとして、マーケティングやコミュニケーションなど経営分野のほか、人生の最期から逆算したライフデザインの提案や恋愛・結婚など幅広い分野で講演やイベント活動を行っている。
2010年から2015年まで、立教大学経営学部の兼任講師としてビジネス・リーダーシップ・プラグラムを担当
。埼玉県主催のライフデザイン講座の講師等も務めている。
2024年11月から　世界一わかりやすいクラウドファンディングの教科書の出版の為のクラウドファンディングを立ち上げる

## 主な著作
- 『幸せは心の中で、あなたの気づきを待っている』PHP研究所 2016/3/3
- 『「結婚したい」と思われる人の共通点』PHP研究所 2014/1/28
- 『エンディングノート』丸山和也共著 JPS出版局 2013/1/1